# Jim Bridger

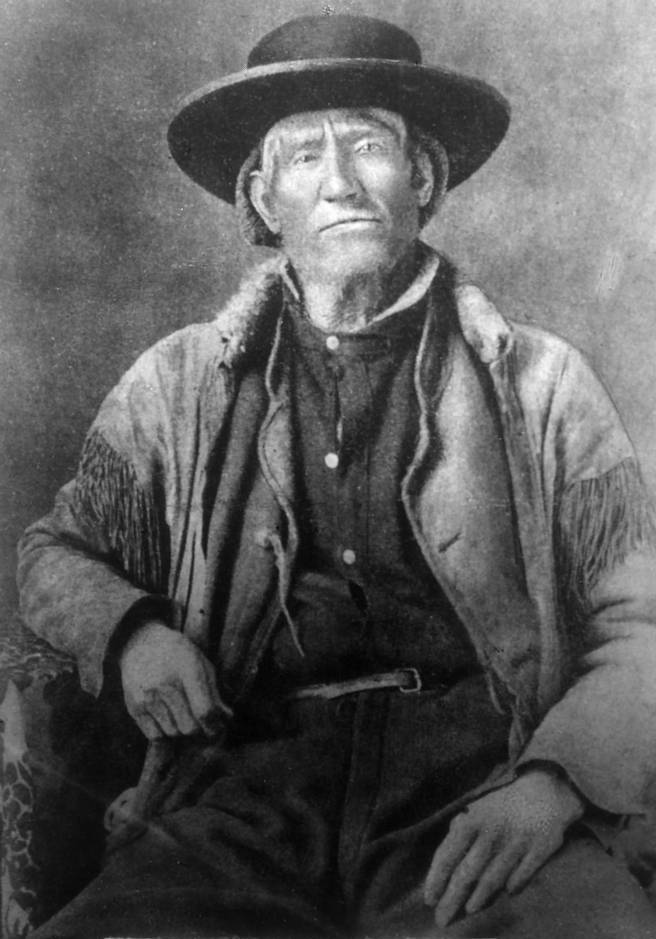
Jim Bridger

James "Jim" Bridger, född 17 april 1804 i Virginia, död 17 juli 1881 i Washington, Missouri, var en amerikansk upptäcktsresande.
När han var 18 år gammal nappade han på en annons där William Henry Ashley sökte pälsjägare. Lön 200 dollar om året. Under ett flertal år livnärde han sig på detta, och var en av de första vita som följde indianspåren genom Klippiga bergen.
Bridger hade tre hustrur, alla indianskor. Han kunde ett flertal indianspråk och var även sysselsatt som tolk och rådgivare, spejare och vägvisare. Efter att han 1853 körts bort från sin egendom av mormoner, drog han sig tillbaka till en farm han köpt nära Kansas City, en tid senare anställdes han som spejare av armén och deltog 1856-1857 i Utah-kriget mot mormonerna. Efter nära 50 år drog han sig tillbaka till sin farm utanför Kansas City, där han avled 1881. Han var en legend under sin livstid.
Orten Fort Bridger, Wyoming är uppkallad efter honom och den handelspost som han grundlade i sydvästra Wyoming. Andra orter som bär hans namn är Bridger, South Dakota och Bridger, Montana.